# ملعب كوبيتداغ
ملعب كوبيتداغ هو ملعب متعدد الاستخدام يقع في عشق آباد عاصمة تركمانستان . غالبا ما يتم استخدامه لمباريات كرة القدم . يسع الملعب لجلوس 26 ألف متفرج . يعتبر الملعب الرسمي الذي يخوض فيه نادي كوبيتداغ عشق آباد مبارياته . تم افتتاح الملعب في سنة 1997 .